# Flavi Boet
Flavi Boet (grec antic: Φλάβιος Βοηϑός; Ptolemaida, ... – 169) va ser un filòsof i polític romà que va viure al segle ii.

## Biografia
Nascut a Ptolemaida de Fenícia, deixeble d'Alexandre de Damasc, era un filòsof d'orientació peripatètica.
Va ser nomenat cònsol en un any incert al voltant del 160, probablement el 164.
Introdueix Galè entre l'aristocràcia romana i a la cort de Marc Aureli;el mateix Galè ho recorda sovint a les seves obres. Durant la primera visita de Galè a Roma (162-166) fou nomenat governador de la Judea romana,càrrec que mantindrà fins a la mort, esdevinguda després del retorn de Galè a Itàlia el 168, probablement el 169.